# Milton H. Erickson
Milton Hyland Erickson (Aurum, White Pine megye, Nevada, 1901. december 5. – Phoenix, Arizona, 1980. március 25.) amerikai pszichoterapeuta, szakterülete a hipnózis és a családterápia volt.

## Életútja
Milton H. Erickson személyes élettörténete fontos szerepet játszott a hipnózishoz és terápiához kialakított hozzáállásának alakításában. Erickson diszlexiás és színvak volt, 17 évesen gyermekbénulást kapott, és annyira megbetegedett, hogy hónapokig mozgásképtelenül feküdt ágyában. A testi problémáival való megküzdés fontos tapasztalatokat adott neki saját maga és mások befolyásolásával és a világ érzékelésével kapcsolatban (Zeig & Munion, 1999).
M. H. Erickson hatása a pszichológia történetére leginkább azon keresztül valósult meg, hogy másképp alkalmazta a hipnózist, mint ahogy az őelőtte elfogadott volt (Zeig & Munion, 1999).

## Hipnoterápiájának módszerei

### Hipnózis és transz
Erickson megfogalmazásában a hipnózis a figyelem többfókuszúságának elvesztésével jár, és azzal, hogy a személy nem reagál az irreleváns külső ingerekre. A személy csak egy dologra koncentrál, és ez az a fókuszált figyelem, ami segíti a beteget abban, hogy megoldja a problémáit (Erickson & Rossi 1979, idézi Havens, 1985). Az összpontosított figyelem teszi lehetővé, hogy a személy az éber állapotnál sokkal szándékoltabb, ellenőrzöttebb és irányítottabb módon cselekedjen (Erickson 1980, idézi Havens, 1985).
Erickson felfogásában ugyanakkor a transz egy mindennapos élmény, amit rendszeresen átélünk. Minden alkalommal, amikor valaki elmerül egy tevékenység végzésében oly módon, hogy kizárja a külvilágból érkező többi ingert, tulajdonképpen egyfajta transzba esik, történhet ez olvasás vagy nehéz, koncentrációt igénylő feladatok végzése közben, és bármilyen más helyzetben, mikor a személy elmerül valamiben (Erickson & Rossi, 1981).

### A tudattalan
Erickson megközelítése valójában gyakorlati szempontból volt jelentős, és kevésbé részletes elméleti irodalmat hagyott hátra a személyiség általános működésével való elképzeléseivel kapcsolatban. 
Egyik alapvető feltevése, hogy a tudattalan (unconscious mind) mindig figyel, a beteg akár hipnózisban van, akár nem, és ezért hipnózis nélkül is lehet hatni a beteg tudattalanjára, ha a terapeuta olyan dolgokat mond, amik a tudattalanhoz szólnak, metaforákon, utalásokon keresztül (Erickson & Rossi, 1981). Ez a tudattalan-felfogás teljesen eltérő Freud felfogásától, és Erickson gyakorlatias megközelítésével összhangban leginkább arra fókuszál, hogyan használható a tudattalan a beteg befolyásolásában, gyógyításában, változások előidézésében (Erickson, Rossi & Rossi, 1976).

### Közvetett technikák
Hozzáállása a hipnózishoz abban volt alapvetően eltérő a korábbi, hipnózissal foglalkozó terapeuták megközelítésétől, hogy Erickson kiemelten gyakran használt közvetett technikákat a beteg befolyásolására. Előre megfogalmazott, újra és újra alkalmazott utasítások helyett arra épített, amit a beteg reakcióiból megtudott az interakció során (Erickson & Rossi, 1981). Ahelyett, hogy közvetlen utasításokat adott volna a betegeknek, inkább lehetőséget adott nekik arra, hogy transzba essenek, megengedve a betegnek, hogy saját módjukon interpretálják a hallottakat és személyes módon reagáljanak. A közvetett technikák alkalmazása a tudattalan ericksoni megközelítésével van összefüggésben. Felfogása szerint a tudattalant nem lehetséges tudatosan irányítani, és a hipnózis korábban elfogadott gyakorlatában alkalmazott közvetlen felszólítások ezért könnyen ellenállásba ütközhetnek a tudattalan szintjén (Erickson & Rossi, 1981). A tudattalan inkább a lehetőségekre, metaforákra, szimbólumokra és ellentétekre reagál, és ezeket használva lehet vele kommunikálni. Ezért a hatékony instrukció nem direkt, inkább „homályos”, hogy a beteg a maga módján tudja értelmezni, formázni azt (Erickson & Rossi, 1981).

### Az összezavarás technikája
Erickson a terápiában a transz kialakítása során előszeretettel alkalmaz összezavarási technikákat (Erickson, Rossi & Rossi 1976). Miközben az összezavart személyt a tudatos szinten lefoglalják a zavart okozó események, jobban hajlik arra, hogy a tudattalanjára hallgasson, hogy értelmet adjon a történteknek. Ily módon saját maga által indukált transzba esik, és a folyamat során a terapeutának nem kell megküzdenie a beteg ellenállásával. A zavarodottságot nagyon sokféleképpen elő lehet idézni, kétértelmű szavak, véget nem érő mondatok használatával, mintázatok, rutinok megszakításával és sok más módon (Erickson, Rossi & Rossi 1976).
Az egyik, Erickson által kidolgozott technika az összezavarásra a kézfogás oly módon történő megvalósítása, hogy a kliensben zavart és önkéntelen transzot okozzon. A technika lényege, hogy az ülés elején a kézfogásnál a terapeuta valamilyen módon megszakítja a mozdulat rutinját, például furcsa módon fogja meg a kliens kezét, a csuklóját fogja meg, vagy nagyon finom mozdulatokkal irányítja és elnyújtja a kézfogást. Míg a kliens tudata a furcsa események értelmezésével van elfoglalva, akaratlanul enyhe transzba esik (Erickson, Rossi & Rossi 1976).

### Az ellenállás leküzdése
Jay Haley A rendkívüli M. H. Erickson című könyvében részletes áttekintést ad az Erickson által alkalmazott terápiás technikákról (Haley, 1986). Erickson sokszínű terápiás technikáinak átfogó jellemzője az, hogy nem alkalmaz receptszerűen megoldásokat, minden esetben rugalmasan alkalmazkodik a beteghez, és esettől függően hasonló problémákat egészen eltérő módon kezel.
Az egyik, Erickson által alkalmazott technika a terápiával és hipnózissal szembeni ellenállás kezelésére vonatkozik. Erickson nem szólítja fel a betegeket a klasszikus módon arra, hogy mondjanak el mindent egy problémával kapcsolatban, helyette inkább lehetőséget ad arra, hogy mondjanak el mindent, amit el akarnak mondani. A direkt felszólítás ellenkezést válthat ki a betegből, míg a lehetőségek adása mozgásba hozza a tudattalant (Erickson & Rossi, 1981).
A hipnózissal szembeni ellenállás kezelésére Erickson számos technikát alkalmaz, melyeknek végső soron mindig az a célja, hogy a beteg érdekében együtt tudjon dolgozni a beteggel. Az egyik ericksoni módszer a választási lehetőségek megfogalmazása oly módon, hogy végül hipnózisra kerüljön sor – „most szeretne transzba kerülni vagy csak később?”. A kérdés megfogalmazása úgy történik, hogy látszólag a beteg választási lehetőségét foglalja magába, ám valójában a lényegi döntést nem hagyja a betegre, hiszen csak az időponttal, de nem a hipnózis megtörténtével kapcsolatban van döntési lehetőség (Haley, 1986). Szélsőségesen ellenkező betegek esetében Erickson több esetben, hogy elvállalja, hogy kudarcot valljon a hipnózis terén. Olyan beteg esetében, aki nem akarja, hogy hipnotizálják, mégis azért jön hozzá, hogy ez megtörténjen, Erickson megpróbálja a hipnózist hogy a beteg teljes, hipnózissal szembeni ellenkezését vele szemben fejtse ki. Majd hosszas, a beteg számára fárasztó ellenállás után Erickson egy tanítványát kéri meg, hogy vigye transzba a beteget, vagy elköszönés után viszi transzba a beteget, ily módon kijátszva a beteg ellenkezését (Erickson & Rossi, 1981).

### A tünet előírása
Erickson alapvető megközelítése a terápiához az, hogy az elsődleges cél a változások elősegítése, a beteg rossz megoldási sémákból való kizökkentése. Véleménye szerint egy apró változás a cselekedetekben, hozzáállásban átfogó változást indíthat el és segítheti a betegben rejlő, gyógyulásra való készség aktiválódását (Haley, 1986).
Egy ilyen technika a változás elindítására az, hogy Erickson előírja a betegnek, hogy aktívan és tudatosan csinálja azokat a dolgokat, amik tünetként jelentkeznek egy probléma esetén, ugyanakkor általában apró, jelentéktelennek tűnő változást ír elő a tünetekben. Amint egy apró változást képes elérni a tünetek terén, ez kaput nyit egy nagyobb változás eléréséhez, akár oly módon, hogy a beteg rájön, hogy maga is képes változtatni a tüneteken, és így tud elindulni a gyógyulás felé (Haley, 1986).

## Összegzés
Összességében Erickson igen változatos technikákat alkalmazott mind a hipnózis terén, mind a hipnózist nem alkalmazó terápiákban a változás elősegítésére. A számtalan esetet elolvasva, amit ő maga, Ernest Rossi és Jay Haley ír le (Erikson & Rossi, 1981; Haley 1986), nehéz eldönteni, vajon miért pont egy bizonyos technikát választott Erickson egy-egy betegnél, mivel néha nagyon alkalmazkodó és megértő, máskor sértő és kíméletlen módon bánik betegeivel. A hipnózisról és a tudattalan működéséről alkotott elképzelései és technikái azonban a mai napig befolyást gyakorolnak a pszichológusokra. Ugyanakkor módszereit, ahogy ő maga is hangsúlyozta, nem lehet repetitíven, általánosítva alkalmazni, hanem mindig a beteg által hozottakra, az általa adott információkra, jelekre kell építeni, az ő adottságaihoz kell igazítani (Erickson és Rossi, 1981).

## Magyarul megjelent művei
- Milton H. Erickson–Ernest L. Rossi–Sheila I. Rossi: A hipnózis valósága; ford. Biró Sándor; Animula, Bp., 2015
- Linn F. Cooper–Milton H. Erickson: Időtorzítás hipnózisban. Kísérleti és klinikai vizsgálat; Animula, Bp., 2017